# كيفن ماكدونالد (لاعب هوكي جليد)
كيفن ماكدونالد هو لاعب هوكي جليد كندي، ولد في 24 فبراير 1966 في بريسكوت ‏ في كندا.

## وصلات خارجية
- كيفن ماكدونالد على موقع دوري الهوكي الوطني (الإنجليزية)
- كيفن ماكدونالد على موقع قاعة مشاهير الهوكي (لاعب أن.إتش.أل) (الإنجليزية)
- كيفن ماكدونالد على موقع EliteProspects.com (الإنجليزية)
- كيفن ماكدونالد على موقع HockeyDB.com (الإنجليزية)
- كيفن ماكدونالد على موقع Hockey-Reference.com (الإنجليزية)